# کیم سانگ-بام
کیم سانگ-بام (کره‌ای: 김상범؛ زادهٔ ۱۴ اوت ۱۹۵۴) تدوین‌گر اهل کرهٔ جنوبی است.
از فیلم‌ها یا برنامه‌های تلویزیونی که وی در آن نقش داشته‌است، می‌توان به مردی از هیچ‌کجا اشاره کرد.